# Сельское поселение Выселки
Сельское поселение Выселки — муниципальное образование в Ставропольском районе Самарской области.
Административный центр — село Выселки.

## Административное устройство
В состав сельского поселения Выселки входит 1 населённый пункт:
- село Выселки.